# Sipmunjauratj
Sipmunjauratj är en sjö i Gällivare kommun i Lappland och ingår i Luleälvens huvudavrinningsområde. Sjön har en area på 0,109 kvadratkilometer och ligger 516,1 meter över havet. Sipmunjauratj ligger i Sjaunja Natura 2000-område.

## Delavrinningsområde
Sipmunjauratj ingår i det delavrinningsområde (748759-162987) som SMHI kallar för Utloppet av Satihaure. Medelhöjden är 535 meter över havet och ytan är 248,66 kvadratkilometer. Räknas de 87 avrinningsområdena uppströms in blir den ackumulerade arean 2 336,39 kvadratkilometer. Vietasätno (Suntekårtje) som avvattnar avrinningsområdet har biflödesordning 2, vilket innebär att vattnet flödar genom totalt 2 vattendrag innan det når havet efter 309 kilometer. Avrinningsområdet består mestadels av skog (51 procent) och kalfjäll (14 procent). Avrinningsområdet har 71,33 kvadratkilometer vattenytor vilket ger det en sjöprocent på 28,7 procent.